# Konstantin Schad
Pour les articles homonymes, voir Schad.
Konstantin Schad, né le 25 juillet 1987 à Rosenheim, est un snowboardeur allemand spécialiste de snowboardcross.

## Carrière
Il a pris part à deux éditions des Jeux olympiques en 2010 à Vancouver, ne dépassant pas le stade des qualifications puis en 2014 aux Jeux de Sotchi, arrivant jusqu'en quarts de finale. Il a remporté durant sa carrière, une manche de Coupe du monde le 16 mars 2012 à Valmalenco.

## Palmarès
- Jeux olympiques d'hiver
  - Vancouver 2010 : 33e en snowboarcross
  - Sotchi 2014 : 13e en snowboarcross

- Coupe du monde
  - Meilleur classement en snowboardcorss : 4e en 2012
  - 2 podiums dont 1 victoire